# Jean Le Jeune (résistant FTP)
Jean Le Jeune, né le 17 avril 1921 et mort le 28 janvier 2021 à Plévin, est un résistant des Francs-tireurs et partisans (FTP) qui combattit l’occupation allemande puis devint un dirigeant du Parti communiste français très impliqué contre la guerre d'Indochine.
Blessé dans un affrontement contre la milice, triplement décoré à la Libération de la Légion d'honneur, la croix de guerre et la médaille de la Résistance , il « incarne la figure de l'héroïsme résistant en Bretagne. »

## Biographie

### Origine et formation
Jean Le Jeune est né dans une famille pauvre de la commune rurale du canton de Maël-Carhaix (Côtes-du-Nord) en Bretagne, à la limite du Finistère et du Morbihan. Son père était journalier agricole et sa mère tenait un petit commerce. Il a commencé en apprentissage chez un forgeron de Plévin travaillant 12 heures par jour, et envisage une carrière en tant que forgeron, mais se rabat finalement sur l’aéronavale et s’engage en 1936 dans la Marine nationale en vue d'une formation professionnelle à l’École des mécaniciens de Lorient puis fut affecté à la base de Marignane, dans les Bouches-du-Rhône.

### Engagement dans la résistance
Revenu en Bretagne en août 1941, il reprit son travail dans une forge à Plévin, où il a écouté Radio-Moscou avec des résistants communistes, en octobre 1942, pour le premier anniversaire de l’exécution des « martyrs de Châteaubriant. »
À l'hiver 1942-1943 1943, il « prit la tête d’un groupe de jeunes FTP », effectuant des collages de tracts manuscrits la nuit.
Après la grande rafle du mois d’août 1943, il est promu chef des groupes FTP de la région, qui accueillaient des milliers de réfractaires au STO, en remplacement de François Jégou, arrêté et déporté, et participa personnellement à des sabotages du réseau électrique.
Le 21 février 1944, il est blessé d’une balle dans le dos et arrêté par les gendarmes alors qu'il transportait sur son vélo une mitraillette, quatre pistolets, cinq grenades. Le 9 mars 1944, un groupe FTP commandé par Noël Cozic réussit à opérer son évasion.
Il devient le commandant Émile des FTP, qui vont représenter 80% des 13 à 15 000 hommes des FFI des Côtes-du-Nord début août 1944, aux côtés d'Yves Le Hégarat-Marceau.
Il anime ensuite le groupe de résistants "bataillon Guy-Moquet" actif dans les communes de Plévin, Paule, Maël-Carhaix et Glomel et participe à la bataille de la Pie en Paule le 29 juillet 1944 qui fit 36 tués parmi les résistants, auxquels s’ajoutent des paysans arrêtés dans leurs fermes et fusillés. Il participa par la suite aux combats pour la libération des Côtes-du-Nord et la réduction des poches allemandes de Lorient et de Saint-Nazaire
En "retardant l'arrivée des renforts allemands" et en empêchant le regroupement de leurs divisions la Résistance bretonne « a assuré le succès de nos débarquements » reconnaîtra le commandement allié, malgré plusieurs réticences locales à utiliser son concours, déplorée par Jean Le jeune. Dans les Côtes-du-Nord, la reddition allemande a lieu le 17 août près de Paimpol et 2 000 Allemands y sont faits prisonniers, tandis que 10 000 Résistants bretons s'enrôlent dans l'armée, dont plusieurs des camarades résistants de Jean Le Jeune, désignés pour l'Indochine, « en principe pour combattre l'occupant japonais » mais mobilisés ensuite en fait « contre la résistance vietnamienne », parmi lesquels deux y décèdent.

### Après-guerre
Après-guerre, il est fait chevalier de la Légion d’honneur et devient numéro un d'une fédération du PCF des Côtes-du-Nord « en pleine croissance » avec « 10 428 membres, 553 cellules revendiquées lors du congrès fédéral de mars 1945 et qui obtient 31,45 % des voix dans le département aux législatives du 10 novembre 1946. Il intègre le comité central lors du XIe congrès du PCF, à Strasbourg en juin 1947. »

### Campagne de presse contre les «crimes du Résistancialisme»
Une campagne de presse contre les « crimes du Résistancialisme » suit la publication en avril 1948 du livre de l'abbé Jean-Marie Desgranges, député du Morbihan de 1928 à 1940, dénonciateur de crimes et exactions censément commis au nom de la Résistance et , malgré les critiques du quotidien Le Monde le classant dans « les ennemis des résistants » et déplorant qu'aient été « jetés dans les geôles ou affublé de la nouvelle étoile jaune de l'indignité nationale un certain nombre d'innocents », malgré les critiques du quotidien Le Monde le classant dans "les ennemis des résistants". Jean Le Jeune est le seul poursuivi pour une des 243 exécution sommaires intervenues dans les Côtes-du-Nord dans les années d'après-guerre. Le 28 juin 1949, il est incarcéré pendant une semaine puis le mois suivant placé en liberté surveillée et le restera jusqu’en 1956 lorsqu’il bénéficia d’un non-lieu. Accusé d’avoir présidé début août 1944 un tribunal militaire, qui aurait jugé un ancien milicien suspecté de délation, enlevé au cours d’une noce et retrouvé mort, il est finalement blanchi. Entre-temps, sa mise en cause suscite une forte mobilisation  par des manifestants qui déplorent que les miliciens qui l'ont blessé n'aient jamais été inquiétés tandis que le juge d'instruction déclare à sa femme qu'il « mène l'affaire » absolument « comme celle des Français tués par des Allemands », amenant l'ancien état-major clandestin des FFI à protester auprès du ministère de la Défense ce qui lui apparait pas comme un cas isolé mais visant "un nombre toujours plus grand de FFI", intervention qui a permis sa libération après une semaine, son retour à Saint-Brieuc sous les acclamations et une interpellation du gouvernement à l'Assemblée le 20 juillet 1949, applaudie d'un bout à l'autre de l'hémicycle.
Sa mise en cause par la justice a été précédé de quelques mois par celle de son propre parti, mais générale, appelée « chasse aux titistes », militants soupçonnés de soutenir Tito. Dans les Côtes du Nord, un « maquis Tito » commandé par le jeune non-communiste Georges Ollitrault, spécialiste des sabotages ferroviaires, créé à Kercharriou, en Peumerit-Quintin, avait opéré la libération de détenus à Lannion, le 8 mai 44, avant d'entrer dans Saint-Brieuc et achever la libération du département le 6 août 1944,. Dès février 1949, Jeannette Vermeersch, épouse du secrétaire général du PCF Maurice Thorez, a lancé en Bretagne une campagne visant à « staliniser » le fonctionnement du PCF et au tournant des années 1950, les premiers secrétaires fédéraux communistes bretons seront "remplacés par des hommes de confiance, en général des militants d’avant-guerre qui prennent la relève des résistants de la Libération".
Dans le Finistère, 24 membres du comité fédéral sont remplacés, via une « purge » selon la presse. La députée PCF Marie Lambert, ex-suppléante du contestataire Pierre Hervé, est remplacée, et l'autre député, Alain Signor, est écarté du comité central début 1950, le secrétaire de l’UD CGT Ernest Miry, dénigré par Jeannette Vermeersch, perdant son poste dès juin 1949, dans une vague de "sectarisme" avec "critiques, autocritiques, exclusions" visant les maires communistes de Lanriec, Albert Quelven et Trégunc en août 1950. Des crises internes secouent aussi la fédération du PCF du Morbihan, où Robert Boulay, qui a pris la mairie de Lanester, socialistes depuis 1909, est exclu en 1950 pour avoir "fait preuve de trop d’indépendance à l’égard du Parti".
Dans les Côtes-du-Nord, Pierre Moalic, responsable du journal communiste L’Aube nouvelle, a été mis en cause un peu avant Jean Le Jeune. Jeannette Vermeersch, épouse de Maurice Thorez, était ainsi intervenue dès mars 1949 dans une conférence fédérale du PCF de son département. Un autre de ses proches dans la Résistance FTP, Léon Razurel, embauché quotidien communiste Ce Soir en mars 1946 avant d'être transféré à l’hebdomadaire sportif Miroir Sprint, qui avait rejoint la direction du PCF dans le département en 1948 en est écarté dès 1949. Le 1er février 1950, un rapport des RG signale un « mouvement d’épuration » en cours « à l’intérieur du bureau et du comité fédéral » du PCF des Côtes-du-Nord, au sein duquel au printemps 1950 « une véritable crise politique éclata. »

### Actions contre la guerre d'Indochine
Il participe le 11 mai 1950 à midi à une manifestation en gare de Saint-Brieuc contre le passage d’un train apportant de Brest des tourelles de canon à destination de Rochefort, devant être montées à Rochefort sur le cuirassé Richelieu, en partance pour la guerre d'Indochine. Deux mois avant, la loi du 11 mars 1950, a prévu de la prison pour toute participation « commise en bande et à force ouverte » au « crime d'entrave violente à la circulation du matériel ou fournitures destinés à la défense nationale ou utilisés par elle. »
Parmi les 300 manifestants, plusieurs ont détaché les deux wagons du convoi portant les canons. Dix militants identifiés dans la foule, tous « connus pour leur courage dans la résistance anti-nazie », sont arrêtés chez eux ou dans leur usine dès le début d'après-midi, conduits à la prison de Rennes enchaînés deux par deux, puis internés dans des cellules sans eau potable, avec des cafards et n'obtiendront le statut de prisonnier politique que huit mois après, quinze jours avant le procès, des collectes militantes permettant de remplacer les pertes de salaires subies pendant huit mois, mais lui parvient à y échapper..
Le 4 décembre 1950, lors du projet de loi portant amnistie relative aux faits de collaboration, son épouse Hélène Le Jeune souligne "l’indignation qui s’empare de la population de notre région, la région bretonne" car "les principaux coupables, les ministres de Vichy, les généraux félons, les plus hauts fonctionnaires ayant servi l'ennemi, n'ont pas payé leur crime de trahison. Ils sont en liberté, et, bien souvent, en place même"
Son procès est très suivi par la presse quotidienne nationale, les poursuites contre lui ayant déclenché "Une des plus importantes mobilisations qu'ai connu Saint-Brieuc, avec des gros titres aussi dans la presse quotidienne nationale : "Atmosphère de meeting au procès de Saint-Brieuc", "Les douze de Saint-Brieuc. Des otages, comme au temps de nazis ?",,
Il se présente spontanément devant le tribunal et déclare avoir évité de se rendre à ses convocations « pour demeurer libre et essayer de faire libérer ses compagnons. » Des témoins « apportent aux prévenus des certificats de moralité », et Alain Le Léap, secrétaire général de la CGT « s'évade du cadre étroit du procès », pour « évoquer la guerre d'Indochine. » Le préfet des Côtes-du-Nord, appelé à témoigner, « s'est excusé, des précisions sur les termes du rapport oral que lui fit le commissaire de police de Saint-Brieuc après la manifestation. »
Après huit jours, le tribunal militaire de Paris a acquitté, après seulement 20 minutes de délibération, ceux qui sont devenus depuis quelques mois les "douze combattants de la paix de Saint-Brieuc" et Le Monde
estime qu'il "est regrettable" qu'on "ait donné de nouveau" au PCF "l'occasion de triompher aussi bruyamment" et qu'il aurait fallu s'assurer des faits allégués avant "de lancer des mandats d'arrêt".
Le 16 février 1951, un meeting a réuni 700 personnes en présence des trois principaux acquittés, de leur avocat et de l’abbé Boulier, chrétien progressiste, animateur du Mouvement de la paix, célébrant leur acquittement et leur libération à Saint-Brieuc.
En 1954, lui et un autre ouvrier communiste, Jean Prual, ont refusé de se lever lors du conseil municipal pour les soldats tombés à Dien Bien Phu en Indochine, pour déplorer que les combattants du Viet-Minh ne soient pas associés à cet hommage. Ils demeurent ostensiblement assis puis quittent la salle, suscitant les critiques d'Édouard Prigent, leader du groupe communiste.

## Mémoires
Il a publié en 2002 un ouvrage autobiographique, intitulé" Itinéraire d’un ouvrier breton", transcrit de l'enregistrement de vingt cassettes audio pour ses enfants. Un livre très contesté, publié en 2014 à compte d’auteur par un non-historien proche du mouvement nationaliste breton, réhabilitant le milicien Bezen Perrot opérant sous uniforme SS,, l'accuse d'être responsable d'exactions commises peu avant la Libération du département par les combattants du bataillon Guy Moquet. Animateur de l’Association nationale des anciens combattants et amis de la Résistance (ANACR) des Côtes-d’Armor, il en fut le président durant plusieurs années puis président honoraire.

## Famille
Il  épousa le 16 août 1945  à la mairie de Kergrist-Moëlou, Hélène Le Jeune, dont il eut un enfant, membre depuis 1944 de l’état-major du PCF clandestin dans le département et qui avait été emprisonnée pendant cinq mois à Guingamp. Députée depuis la fin 1946 et candidate aux élections législatives du 17 juin 1951, elle ne fut pas réélue malgré un score de 26,6%, en raison de la loi sur les apparentements donnant au MRP et à la SFIO la totalité des sept sièges à pourvoir.
Hélène Le Jeune a inspiré Louis Guilloux, écrivain à succès depuis Le Sang noir mais aussi engagé, qui vit à Saint-Brieuc et a participé à l’unification des mouvements de résistance des Côtes-du-Nord. Elle lui a inspiré le personnage de Monique dans Le Jeu de patience. En lice pour le prix Goncourt et battu au second tour de scrutin par Week-end à Zuydcoote de Robert Merlemais prix Renaudot en novembre 1949, le roman, qui se présente comme le journal d’une année d’écriture (du 8 janvier 1947 au 9 janvier 1948), est une fresque historique et sociale saluée par le quotidien Le Monde, qui se veut une « suite donnée » au Sang noir et au Pain des rêves, ces trois livres constituant « un seul et même ouvrage, où se retrouvent certains personnages. »